# Snoekmakreel
De snoekmakreel (Thyrsites atun) is een straalvinnige vis uit de familie van slangmakrelen (Gempylidae), orde van baarsachtigen (Perciformes). De vis kan maximaal 2 meter lang en 6 kilogram zwaar worden. De hoogst geregistreerde leeftijd is 10 jaar. De soort is de enige soort in het geslacht Thyrsites.

## Leefomgeving
De snoekmakreel komt in zeewater en brak water voor. De soort komt voor in subtropische wateren in de Grote, Atlantische en Indische Oceaan, op een diepte tot 550 meter.

## Relatie tot de mens
Deze makreel is voor de visserij van groot commercieel belang. In de hengelsport wordt er weinig op de vis gejaagd.